# Tôi thấy hoa vàng trên cỏ xanh
Tôi thấy hoa vàng trên cỏ xanh là một tiểu thuyết dành cho thanh thiếu niên của nhà văn Nguyễn Nhật Ánh, xuất bản lần đầu tại Việt Nam vào ngày 9 tháng 12 năm 2010 bởi Nhà xuất bản Trẻ với phần tranh minh họa do Đỗ Hoàng Tường thực hiện. Đây là một trong các truyện dài của Nguyễn Nhật Ánh, ra đời sau Đảo mộng mơ và trước Lá nằm trong lá. Tác phẩm như một tập nhật ký xoay quanh cuộc sống của những đứa trẻ ở một vùng quê Việt Nam nghèo khó, nổi bật lên là thông điệp về tình anh em, tình làng nghĩa xóm và những tâm tư của tuổi mới lớn. Theo Nguyễn Nhật Ánh, đây là lần đầu tiên ông đưa vào truyện của mình những nhân vật phản diện, đặt ra vấn đề đạo đức như sự vô tâm hay cái ác
Là một trong những quyển sách Việt Nam bán chạy nhất năm 2010, Tôi thấy hoa vàng trên cỏ xanh đã được tái bản ngay trong ngày phát hành đầu tiên, với tổng số bản in lên đến hơn 20.000 bản. Đây cũng là cuốn sách mở đầu cho phương thức in nhiều dạng ấn bản trên một tác phẩm ở Việt Nam, với ấn bản bìa mềm và bìa cứng được bán ra song song. Tôi thấy hoa vàng trên cỏ xanh được chuyển thể thành một bộ phim điện ảnh cùng tên bởi đạo diễn Victor Vũ, công chiếu vào tháng 10 năm 2015 với doanh thu phòng vé rất cao và gây được nhiều sự chú ý trong công chúng. Như một ảnh hưởng từ sức ảnh hưởng tích cực của bộ phim, tiểu thuyết đã trở thành quyển sách bán chạy nhất trong Hội sách Hà Nội năm 2015. Tính đến tháng 3 năm 2020, Tôi thấy hoa vàng trên cỏ xanh đã trải qua 43 lần tái phát hành với tổng số bản in lên đến hơn 300.000 bản.

## Nội dung
Câu chuyện là những trang nhật ký về cuộc sống thường ngày và tâm tư của cậu bé Thiều. Thiều đang là học sinh lớp 7 sống ở một vùng quê nghèo, cùng với người em trai tên Tường. Tường là một cậu bé dễ thương, hiền lành, bao dung, rất yêu mến anh trai và thích chơi đùa với nhiều loài động vật gồm cả sâu bọ, rắn rết. Cậu bé sống nội tâm, ham đọc sách và rất say mê những câu chuyện cổ tích, đặc biệt là truyện Cóc tía, chính vì vậy mà cậu nuôi nấng một con cóc dưới gầm giường và đặt tên cho nó là "Cu Cậu". Trong khi đó Thiều vốn là một người hướng ngoại, khá tinh quái, đã nhiều lần vô tình để em mình chịu tai bay vạ gió sau những trò nghịch phá do chính mình bày ra. Thiều cũng rất nhiều lần tỏ ra hẹp hòi, nhưng trong thâm tâm cậu vẫn rất thương em mình và là một người hào hiệp. Hai anh em Thiều và Tường thả hồn vào những trò chơi cảm giác mạnh và nhiều kỷ niệm đáng nhớ thời thơ ấu của những đứa trẻ làng quê. Truyện cũng mở rộng ra mối quan hệ giữa hai anh em và những người dân trong ngôi làng, gồm cả người thân của mình và những bạn học cùng lớp. Ba của Thiều được miêu tả là một người giảo hoạt và được dân làng yêu mến nhưng hay nổi nóng và thường xuyên đánh đòn hai anh em vì nhiều lý do, trong khi mẹ cậu tỏ ra dịu dàng với các con hơn dù bà cũng không tránh khỏi việc trách mắng khi các con làm điều sai quấy.
Chú Đàn là em trai của ba Thiều, bị mất một tay do tai nạn nhưng vẫn luôn yêu đời và thường kể chuyện ma cho hai anh em Thiều và Tường nghe. Tuy bị cụt mất một tay nhưng chú Đàn lại chơi đàn ắc - mô - ni - ca rất hay. Nỗi muộn phiền duy nhất của chú có lẽ nằm ở chuyện tình nhiều trắc trở do cánh tay cụt gây ra. Chú Đàn yêu chị Vinh, một cô gái cùng xóm và là con của thầy Nhãn, thầy giáo chủ nhiệm lớp của Thiều, người thầy mà lúc nào cũng làm cho Thiều sợ chết khiếp. Vào lúc mở đầu câu chuyện, Thiều cảm thấy thích một cô bạn cùng lớp ngồi kế bên cậu tên là Xin. Xin hay bị Thiều trêu chọc và từng có lần vô tình làm cho Thiều bẽ mặt trước lớp. Một bạn học khác của Thiều là Sơn, lớn hơn cậu ba tuổi nhưng học lực rất yếu và phải ở lại lớp liên tục 3 năm liền. Sơn được miêu tả là một đứa du côn, suốt ngày phá làng phá xóm và có những cử chỉ và lời nói khiếm nhã, thô tục. Về sau, Thiều nhận ra mình đã có tình cảm với Mận, là một cô bạn cùng lớp lớn hơn cậu một tuổi. Mận xinh xắn và ngây thơ nhưng học không được tốt do phải chăm sóc người cha mắc căn bệnh phong, đang bị mẹ cô bé giam trên gác nhà. Bí mật này chỉ có Thiều và Tường biết, và hai anh em đã phải ẩu đả với Sơn chỉ để bảo vệ Mận trước những âm mưu đen tối.
Biến cố xảy ra khi căn gác nhà Mận bốc cháy, khiến ba Mận bị phỏng, được mọi người đồn đoán là đã chết cháy sau khi người ta phát hiện ra có xương lẫn trong đám tro. Chịu liền tiếp nhiều cú sốc lớn, Mận suy sụp hoàn toàn. Gia đình Thiều đã giúp đỡ Mận trong lúc khó khăn nhất và đưa cô bé về ở chung với mình. Mận biết được ba mình còn sống và mẹ sẽ được thả trong một ngày không xa. Tuy nhiên, sự thân thiết giữa Tường và Mận lại khiến cho cơn ghen tức trong lòng Thiều tăng lên theo thời gian. Cậu đã không can ngăn khi con cóc Tường nuôi bị bắt đi làm thịt, điều mà khiến Thiều ray rứt mãi bởi chứng kiến nỗi buồn đau của Tường dù cậu bé không hề biết là do anh mình tiếp tay. Mùa lũ đến, cả làng Thiều chìm trong nước, khi nước rút đi và để lại nhiều hậu quả tiêu cực như đói kém, mất mùa, Thiều, Tường và Mận mới phát hiện ra chị Vinh và chú Đàn đã lập ra kế hoạch cùng nhau bỏ trốn để thoát khỏi sự ngăn cấm của gia đình. Cùng lúc đó, sự hẹp hòi và đố kỵ trong lòng Thiều đã nhiều đến mức trong một phút hiểu lầm cậu đã vô tình khiến em trai mình bị thương nặng, không thể ngồi dậy được. Thiều càng ân hận hơn khi nghe chính miệng Tường kể rằng người mà Mận thích chơi cùng chính là cậu.
Mận được mẹ đón đi tìm cha, trong khi Thiều ở lại chìm trong nuối tiếc và cắn rứt mà tận tình chăm sóc cho Tường. Cả hai anh em đã giấu ba mẹ nguyên nhân thật sự gây ra cảnh ngộ rủi ro của Tường. Một hôm Thiều mừng rỡ khi thấy Tường đã ngồi dậy được và nghe em trai mình kể về một nàng công chúa không biết từ đâu đến mà đã trở thành nguồn động viên tinh thần để Tường hồi phục. Quá hiếu kỳ, trong một lần tình cờ phát hiện ra công chúa và lén lút bám theo, Thiều vô cùng bất ngờ khi biết nàng công chúa ấy thực ra là Nhi, con một người mổ lợn trong làng. Người làng lầm tưởng Nhi đã chết sau một vụ tai nạn ba năm trước, nhưng hóa ra cô bé vẫn sống nhưng có vấn đề về thần kinh, khiến cô tự xem mình là công chúa và cha mình là đức vua, người mà cũng vì thương con nên đã giả vờ diễn trò cùng cô bé. Thiều kể lại bí mật này với Tường lúc này đã đứng dậy được, bởi vì Tường và Nhi từng chơi rất thân với nhau. Sự nôn nóng được gặp lại Nhi thôi thúc Tường ra sức tập đi lại. Một ngày nọ hai anh em nhìn thấy Nhi đang bị đám trẻ con trong làng trêu chọc, Tường đã chạy hết sức bằng chính đôi chân mình đến bảo vệ Nhi, kỳ diệu thay nghĩa cử này khiến cô bé nhớ ra mọi chuyện và trở lại bình thường.

## Ảnh hưởng
Tác phẩm Tôi thấy hoa vàng trên cỏ xanh của ông được ra mắt tại Nhật Bản bởi Canatia Communications, trước đó tác phẩm Mắt biếc của ông cũng được xuất bản tại Nhật Bản bởi Terrain Inc. vào năm 2004.